# Cleome monophylloides
Cleome monophylloides är en paradisblomsterväxtart som beskrevs av Ernst Wilczek. Cleome monophylloides ingår i släktet paradisblomstersläktet, och familjen paradisblomsterväxter. Inga underarter finns listade i Catalogue of Life.